# Dump
Ved et dump forstår man inden for datalogien de detaljerede oplysninger, som en computers operativsystem kan producere, når et program ”går ned” med en uforudset fejl (det abender). Dumpet er normalt i form af en særlig fil, en dumpfil, der enten kan analyseres af særlige programmer eller skrives ud på papir eller skærm for manuel analyse af årsagen til fejlen.  
Dumpet vil typisk indeholde en kode, der angiver, hvad fejlen består i. Det kan være et forsøg på at adressere lager uden for det lager, der er afsat til programmet eller forsøg på at udføre en ukendt instruktion. Desuden vil der være oplysninger om, hvordan computeren nåede frem til det pågældende sted i programmet i form af et stack trace eller lignende. Det er muligt også at få udskrevet indholdet af cpu'ens registre samt større eller mindre områder af lageret. Lageret kan på nogle systemer være formateret, så man umiddelbart kan se, hvilke programvariable, der ligger hvor. 